# Ubinas (volcan)
Pour l’article homonyme, voir Ubinas.
L'Ubinas est un stratovolcan en activité du Pérou. Il est situé dans le district d'Ubinas, province General Sánchez Cerro, département de Moquegua, au sud du pays. Il culmine à 5 672 mètres et couvre une superficie de 45 km2.
Selon l'Institut Géophysique du Pérou (IGP), 23 épisodes de grande activité (fumerolles et émissions de cendres) ont été enregistrés depuis le XVIe siècle, ce qui fait de ce volcan le plus actif du Pérou.

## Éruption de 2006

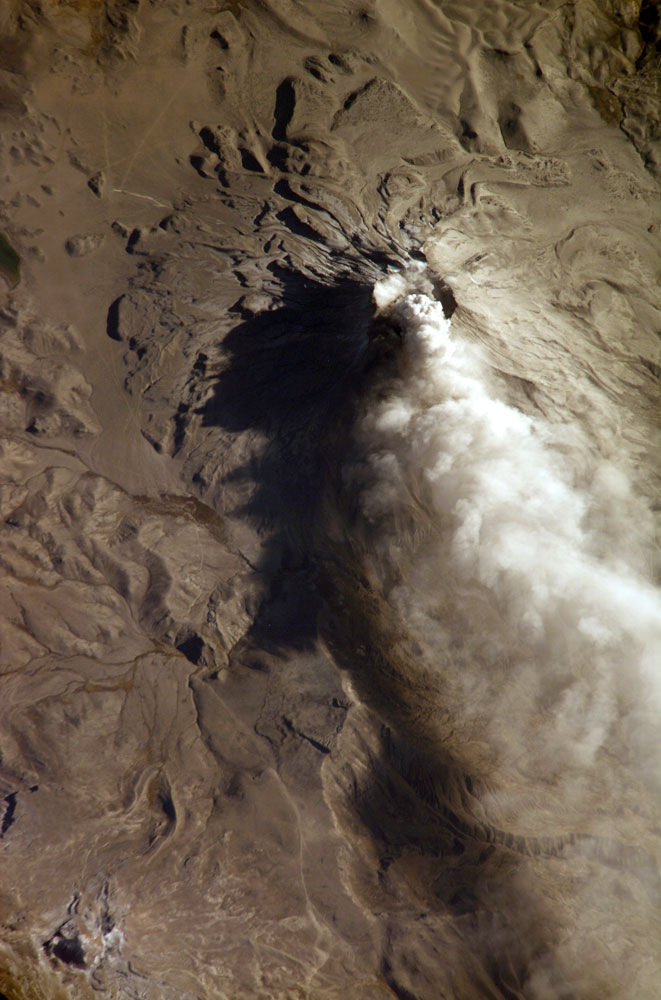
Image satellite du panache volcanique émis par l'Ubinas le 14 août 2006.

Depuis le 27 mars 2006, son activité a fortement augmenté (explosions, projection de pierres et de cendres), avec des émissions de gaz toxiques qui ont provoqué des pertes de têtes de bétail (bovins, lamas et alpagas) et nécessité des mesures d'évacuation préventive des habitants de la localité de Querapi (300 habitants).
Le 10 mai, alors que l'activité s'était calmée depuis deux semaines, deux explosions se sont produites. La première a projeté des cendres jusqu'à 1 200 mètres d'altitude. La seconde a projeté des pierres incandescentes jusqu'à 1 kilomètre (contre 500 mètres lors des précédentes explosions). Les localités d'Ubinas, Tonohaya, Sacohaya et Anascapa, où se sont réfugiés les habitants de Querapi, ont été atteintes par des pluies de cendres.
Le matin du 22 mai, après une semaine de calme, une nouvelle explosion s'est produite, provoquant un séisme d'une intensité de 3 degrés. Le volcan a projeté des pierres incandescentes jusqu'à  une distance de 1 200 mètres du cratère et un nuage de cendres s'est élevé à 900 mètres de hauteur, avant que le vent ne le rabatte sur le district de San Juan de Tarucani.
Entre le 31 mai et le 3 juin, de nouvelles explosions ont justifié le passage à l'alerte orange. La dernière a été entendue à 9 km à la ronde. Des fragments de lave incandescente ont été projetés à 200 mètres, le panache a atteint 4 km de hauteur et les cendres se sont dispersées dans les directions E et SE vers les localités du district d'Ubinas. Un mouvement sismique a été enregistré par les appareils de mesure pendant 15 heures. La composition chimique de la source thermale située à 6 km au sud-est du volcan a mis en évidence une montée de gaz magmatiques, la concentration en ions carbonatés ayant augmenté. L'évacuation des populations et du bétail du district a été accélérée vers les pampas de Candagua dans le district de Matalaque à 50 km du volcan.
Entre le 4 juin et le 23 juin, le volcan a connu un calme relatif avec de légères émissions de gaz de silice et par moments d'intenses dégagements de cendres grises, accompagnés d'explosions avec des projections de blocs de roches incandescentes. Sur cette période, 18 explosions ont été enregistrées avec des secousses dont la plus longue a duré 17 minutes.
Le 19 juillet s'est produite une des plus fortes explosions recensées depuis le 27 mars. Le nuage de cendres a atteint 800 mètres d'altitude et le vent l'a déplacé sur le district de San Juan de Tarucani, puis jusqu'à la grande ville d'Arequipa.
Vers la mi-août, le volcan a connu un regain d'activité (succession d'explosions, séismes importants et de longue durée, émissions de gaz plus massives et accroissement de l'aire de dispersion des cendres).